# Мухсин Хендрикс
Мухсин Хендрикс (юни 1967 – 15 февруари 2025) е имам от Южна Африка, ислямски учен и активист за правата на ЛГБТ хората в исляма. Хендрикс е убит през февруари 2025 година в Бетелсдорп, Южна Африка, при нападение с огнестрелно оръжие.